# Ньонг и Келле
Ньонг и Келле (фр. Nyong-et-Kéllé) — один из 10 департаментов Центрального региона Камеруна. Находится в юго-западной части региона, занимая площадь в 6 362 км².
Административным центром департамента является город Эсека (фр. Éséka). Граничит с департаментами: Санага-Маритим (на севере и западе), Лекье (на северо-востоке и востоке), Мефу и Аконо (на востоке), Ньонг и Соо (на юге) и Океан (на юге и юго-западе).

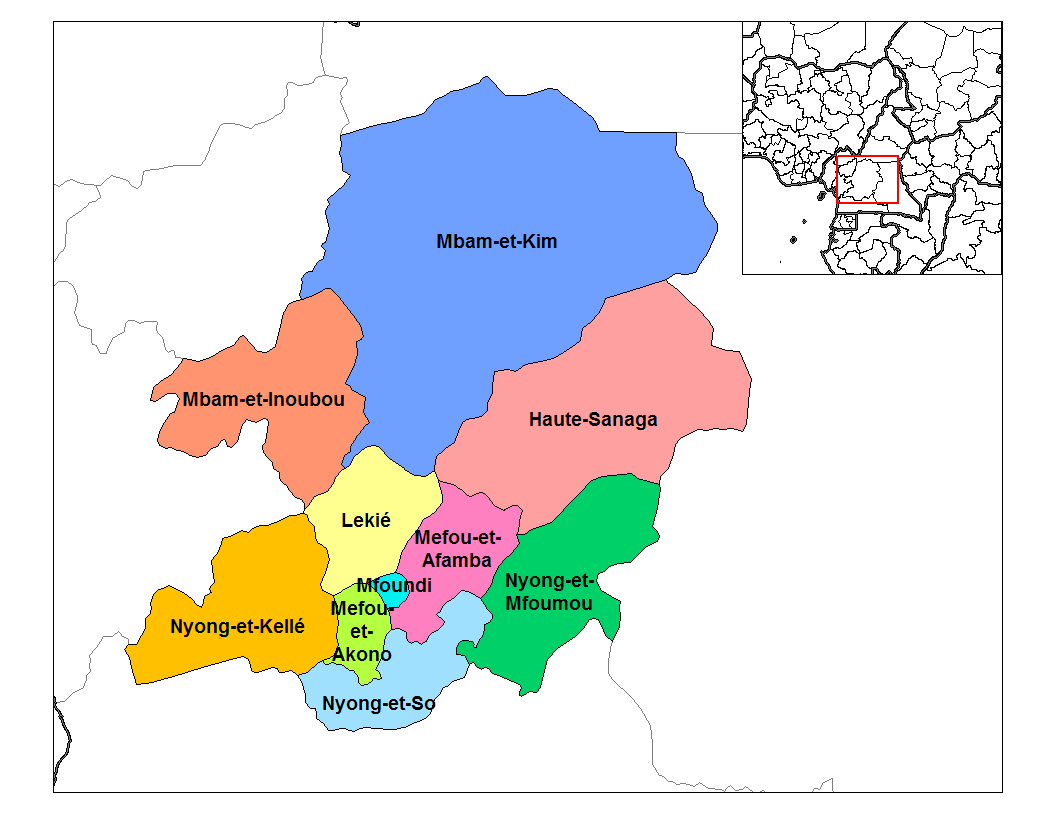
Департамент Ньонг и Келле на карте Центрального региона

## Административное деление
Департамент Ньонг и Келле подразделяется на 10 коммун:
1. Бийуха (фр. Biyouha)
2. Бонджок (фр. Bondjock)
3. Бот-Макак (фр. Bot-Makak)
4. Дибанг (фр. Dibang)
5. Эсека (фр. Éséka) (городская коммуна)
6. Макак (фр. Makak)
7. Матомб (фр. Matomb)
8. Мессондо (фр. Messondo)
9. Нгог-Мапуби (фр. Ngog-Mapubi)
10. Нгуи-Бассал (фр. Ngui-Bassal)

## Известные уроженцы
- Ум Ниобе, Рубен